# Sévérac-le-Château
Sévérac-le-Château ist eine Ortschaft und eine ehemalige französische Gemeinde mit 2.408 Einwohnern (Stand 1. Januar 2022) im Département Aveyron in der Region Okzitanien. Sie gehörte zum Arrondissement Millau und zum Kanton Tarn et Causses.
Mit Wirkung vom 1. Januar 2016 wurden die früheren Gemeinden Sévérac-le-Château, Buzeins, Lapanouse, Lavernhe, und Recoules-Prévinquières zu einer Commune nouvelle mit dem Namen Sévérac d’Aveyron zusammengelegt und haben in der neuen Gemeinde den Status einer Commune déléguée inne. Der Verwaltungssitz befindet sich im Ort Sévérac-le-Château.

## Lage und Verkehr
Der Ort liegt am Aveyron auf einer Anhöhe südlich der Hochebene der Causse de Sévérac. Nördlich von Sévérac-le-Château liegt das Tal des Lot, südlich fließt der Tarn.
Die durch das Zentralmassiv führende Autoroute A75 verläuft wenige Kilometer östlich des Ortes.
Sévérac-le-Château hat einen Bahnhof an der Bahnstrecke Béziers–Neussargues und wird im Regionalverkehr mit TER-Zügen bedient.

## Bevölkerungsentwicklung

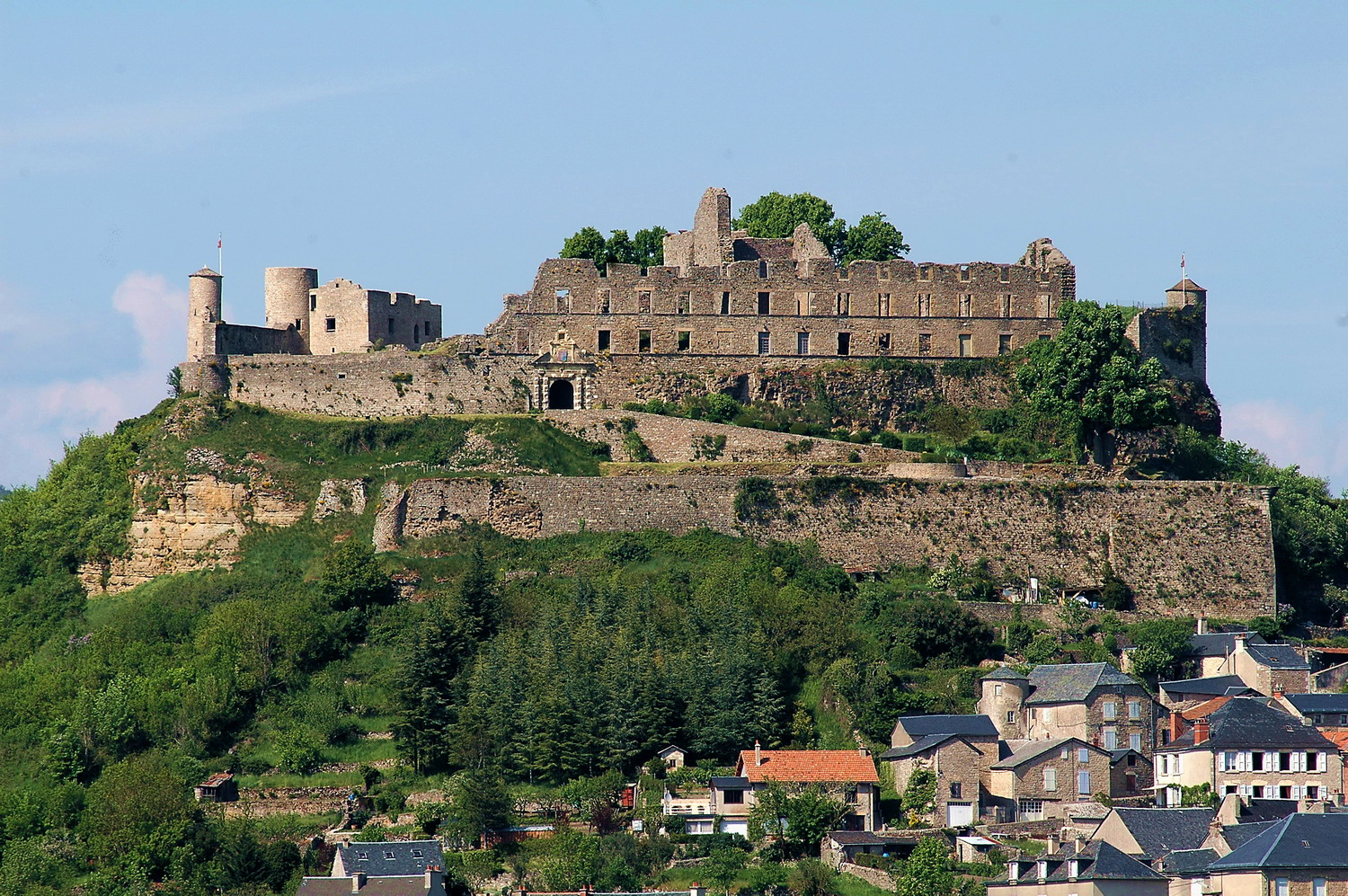
Château de Sévérac

| 1962 | 1968 | 1975 | 1982 | 1990 | 1999 | 2006 | 2013 |
| 3093 | 3031 | 2931 | 2774 | 2486 | 2458 | 2409 | 2398 |

## Persönlichkeiten
- Louis d’Arpajon (1601–1679), französischer General
- Gloriande de Lauzières-Themines (1602–1635), hugenottische Adlige, Mordopfer